# Maurice Pianzola
 (décembre 2021).
Si vous disposez d'ouvrages ou d'articles de référence ou si vous connaissez des sites web de qualité traitant du thème abordé ici, merci de compléter l'article en donnant les références utiles à sa vérifiabilité et en les liant à la section « Notes et références ».
Maurice Samuel Pianzola (né le 6 octobre 1917 à Genève et mort le 16 octobre 2004) est un journaliste et écrivain suisse d'origine belge.

## Biographie
Maurice Pianzola nait d'un père venu du Piémont, braconnier et ouvrier d'usine. Il passe son enfance en Savoie. Il entre au Collège de Genève à douze ans, où il subit parfois des quolibets racistes en raison de son nom aux consonances italiennes. Il adhère en 1936 aux Jeunesses communistes.
Pendant la Deuxième Guerre mondiale, il est mobilisé et nommé sous-officier. À la fin des hostilités, il quitte Bâle, où il était installé avec sa famille, et entame un voyage à Paris, puis à travers l'Italie.
Maurice Pianzola est alors un journaliste qui écrit de nombreux articles publiés dans le Journal de Genève, la Gazette de Lausanne ainsi que dans des revues spécialisées comme Genava. Il rédige aussi des ouvrages portant sur différents sujets comme l'histoire de l'art ou l'histoire générale. Son livre Peintres et Vilains suscita l'intérêt de quelques situationnistes (in Internationale situationniste, n° 10, mars 1966, p. 73).
Il fut conservateur en chef du Musée d'art et d'histoire de Genève.

## Œuvres
- Lénine en Suisse (1952)
- Thomas Munzer ou La Guerre des paysans (Paris, Club français du livre, 1958 ; Ludd, 1997 - avec une préface de Raoul Vaneigem ; Genève, Héros-Limite, 2015 [2])
- Peintres et Vilains. Les artistes de la Renaissance et la grande guerre des paysans de 1525 (Paris, Cercle d'art, 1962 ; Dijon, Les Presses du réel, 1993 ; L'Insomniaque, 2015)
- Lénine à Genève (1966)
- 1500-1700 : les Renaissances et les révoltes (1966)
- Théophile-Alexandre Steinlein (Lausanne, Rencontre, 1970)
- Genève et ses peintres (Genève, Éditions de Bonvent, 1972)
- Brésil baroque (Rio de Janeiro, Record, 1983)
- Les Perroquets jaunes. Des Français à la conquête du Brésil : XVIIe siècle (Paris - Genève, L'Harmattan - Zoé, 1991)
- Passé le col de Monscera (Dijon, Les Presses du réel, 1996)
- Partir à Pernambouc (Genève, éditions Mamco, 1999)
- Tu ne joues jamais le jeu, suivi de Il faudrait que je te parle de tant d'autres rencontres (Genève, éditions Mamco, 2003)